# Fagraea borneensis
Fagraea borneensis là một loài thực vật có hoa trong họ Long đởm. Loài này được Scheff. mô tả khoa học đầu tiên năm 1870.